# Джекі Макнамара
Джекі Макнамара (англ. Jackie McNamara, нар. 24 жовтня 1973, Глазго) — колишній шотландський футболіст, захисник. По завершенні ігрової кар'єри — тренер.

## Клубна кар'єра
У дорослому футболі дебютував 1991 року виступами за «Данфермлайн», в якому провів чотири сезони, взявши участь у 59 матчах чемпіонату.
Своєю грою за цю команду привернув увагу представників тренерського штабу клубу «Селтік», до складу якого приєднався 1995 року. Відіграв за команду з Глазго наступні десять сезонів своєї ігрової кар'єри. Більшість часу, проведеного у складі «Селтіка», був основним гравцем захисту команди. За цей час чотири рази виборював титул чемпіона Шотландії.
Згодом, з 2005 по 2010 рік, грав у складі команд «Вулвергемптон Вондерерз», «Абердина» та «Фолкерка».
Завершив професійну ігрову кар'єру 2011 року в нижчоліговому клубі «Партік Тісл».

## Виступи за збірну
1996 року дебютував в офіційних матчах у складі національної збірної Шотландії. Протягом кар'єри у національній команді, яка тривала 10 років, провів у формі головної команди країни 33 матчі.
У складі збірної був учасником чемпіонату світу 1998 року у Франції.

## Кар'єра тренера
Розпочав тренерську кар'єру 15 квітня 2011 року, очоливши тренерський штаб клубу «Партік Тісл». За два роки, 30 січня 2013 став головним тренером «Данді Юнайтед» і залишив команду у вересні 2015 року.
Через два місяці Макнамара розпочав роботу в англійському клубі «Йорк Сіті». У жовтні 2016 року подав у відставку та був призначений на посаду виконавчого директора клубу.

## Титули і досягнення

### Командні
- Чемпіон Шотландії (4):

«Селтік»: 1997-98, 2000-01, 2001-02, 2003-04
- Володар Кубка Шотландії (3):

«Селтік»: 1995, 2001, 2004, 2005
- Володар Кубка шотландської ліги (3):

«Селтік»: 1998, 2000, 2001